# 上海市嘉定區封浜高級中學
上海市嘉定區封浜高級中學簡稱封浜中學，是位於中華人民共和國上海市嘉定區江橋鎮的一所高級中學。1959年，該校前身封浜公社農業中學成立。1967年，學校與嘉定二中封浜分部合併並更名為封浜中學。1972年增加高中班。